# Claudio Borghi
Claudio Daniel Borghi (Castelar, 28 de setembro de 1964) é um ex-futebolista argentino, que atuava como meia. Atualmente, exerce a função de treinador de futebol. Foi campeão do mundo com a Argentina na Copa do Mundo FIFA de 1986. Em 1989, com a venda de Bebeto para o Vasco da Gama, Borghi foi contratado com alarde de mídia pelo Flamengo para substitui-lo. Porém decepcionou e deixou o clube no fim daquela temporada, sem destaque.

## Títulos
- Campeão da Copa Libertadores da América com o Argentinos Juniors: 1985
- Campeão Nacional com o Argentinos Juniors em 1985
- Campeão Mundial em 1986
- Campeão da Recopa Sul-Americana e Copa Interamericana: 1992 (Colo-Colo)
- Campeão Chileno com o Colo-Colo, como treinador: 2006
- Escolhido melhor técnico sul-americano do ano de 2006 com o Colo-Colo

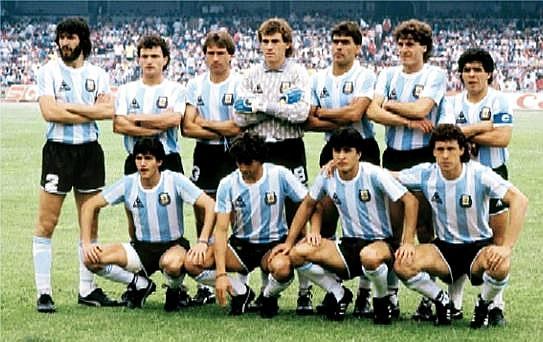
A Seleção Argentina antes de sua estreia na Copa do Mundo de 1986. Borghi é o terceiro agachado, da esquerda para a direita.